# Carlo Simonigh
Carlo Simonigh (Torí, 10 de gener de 1936) va ser un ciclista italià que va competir en el ciclisme en pista. Com amateur, es proclamà campió del món en Persecució individual.

## Palmarès
- 1957
  -  Campió del món amateur en persecució
- 1959
  - Medalla d'or als Jocs Mediterranis en persecució per equips